# Oomycetes
Oomycetes G. Winter – klasa organizmów, która w klasyfikacji Cavallera-Smitha zaliczana jest do królestwa chromistów (Chromista).

## Systematyka i nazewnictwo
Takson utworzył Heinrich Georg Winter w 1883 roku Według klasyfikacji Index Fungorum bazującej na Dictionary of the Fungi Oomycetes to takson monotypowy z jednym tylko rzędem:
- podklasa incertae sedis
  - rząd Peronosporales Bek. 1863